# 除以零

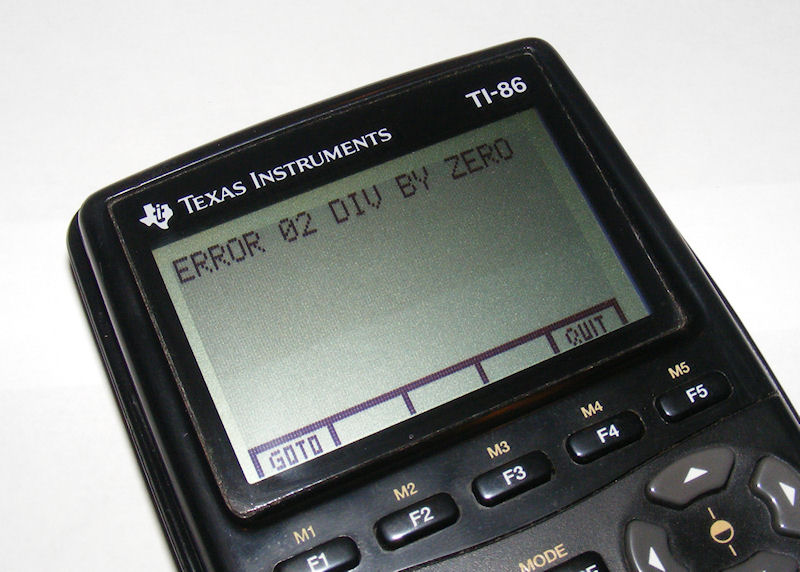
除以0時計算器的錯誤

在數學中，被除數的除數（分母）是零或將某數除以零，可表達為{\displaystyle {\frac {a}{0}}}，{\displaystyle a}是被除數。在算式中沒有意義，因為沒有數目，以零相乘（假設{\displaystyle a\neq 0}），由於任何數字乘以零均等於零，因此除以零是一個沒有定義的值。此式是否成立端視其在如何的數學設定下計算。一般實數算術中，此式為無意義。在程序設計中，當遇上正整數除以零程序會中止，正如浮點數會出現無限大或NaN值的情況，而在Microsoft Excel及Openoffice或Libreoffice的Calc中，除以零會直接顯示#DIV/0!
。

## 基本算術
基本算術中，除法指將一個集合中的物件分成若干等份。例如，{\displaystyle 10}個蘋果平分給{\displaystyle 5}人，每人可得{\displaystyle {\frac {10}{5}}=2}個蘋果。同理，{\displaystyle 10}個蘋果只分給{\displaystyle 1}人，則其可獨得{\displaystyle {\frac {10}{1}}=10}個蘋果。
若除以{\displaystyle 0}又如何？若有{\displaystyle 10}顆蘋果，無人（{\displaystyle 0}解作沒有）來分，每「人」可得多少蘋果？問題本身是無意義的，因根本無人來，論每「人」可得多少，根本多餘。因此，{\displaystyle {\frac {10}{0}}}，在基本算術中，是無意義或未下定義的。
另種解釋是將除法理解為不斷的減法。例如「{\displaystyle 13}除以{\displaystyle 5}」，換一種說法，{\displaystyle 13}減去兩個{\displaystyle 5}，餘下{\displaystyle 3}，即被除數一直減去除數直至餘數數值低於除數，算式為{\displaystyle {\frac {13}{5}}=2}餘數{\displaystyle 3}。若某數除以零，就算不斷減去零，餘數也不可能小於除數，使得算式與無窮拉上關係，超出基本算術的範疇。此解釋也有一問題，即為無窮大乘以零仍是零。

### 早期嘗試
婆羅摩笈多（598–668年）的著作《婆羅摩曆算書》被視為最早討論零的數學和定義涉及零的算式的文本。但當中對除以零的論述並不正確，根據婆羅摩笈多所說，
|  | 一個正或負整數除以零，成為以零為分母的分數。零除以正或負整數是零或以零為分子、該正或負整數為分母的分數。零除以零是零。 |

830年，另一位數學家摩訶吠羅在其著作《计算精华》試圖糾正婆羅摩笈多的錯誤，但不成功：
|  | 一數字除以零會維持不變。 |

婆什迦羅第二嘗試解決此問題，答案是讓{\displaystyle {\frac {n}{0}}=\infty }。雖然此定義有一定道理，但會導致一个悖論：{\displaystyle 0\times \infty }的结果可以是任意一个数，所以所有的数都是相同的。
在微積分和数学分析中，像{\displaystyle 0\times \infty }或{\displaystyle {\frac {0}{0}}}這一類極限稱為不定型。不定型是可以計算的，結果可能是任意数。

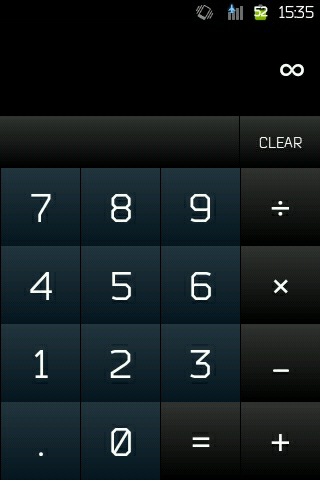
安卓手機計算器除以0顯示無限大

## 代數處理
若某數學系統遵從域的公理，則在該數學系統內除以零必須為沒有意義。這是因為除法被定義為是乘法的逆向操作，即{\displaystyle {\frac {a}{b}}}值是方程{\displaystyle bx=a}中{\displaystyle x}的解（若有的話）。若設{\displaystyle b=0}，方程式{\displaystyle bx=a}可寫成{\displaystyle 0\times x=a}或直接{\displaystyle 0x=a}。因此，方程式{\displaystyle bx=a}沒有解（当{\displaystyle a\neq 0}时），但{\displaystyle x}是任何數值也可解此方程（当{\displaystyle a=0}时）。在各自情況下均沒有獨一無二的數值，所以{\displaystyle {\frac {a}{b}}}未能下定義。

### 除以零的謬誤
在代數運算中不當使用除以零可得出無效證明：{\displaystyle 2=1}
式：
{\displaystyle 0a=0}
試：
{\displaystyle a=1}：正確
{\displaystyle a=2}：正確
得出：
{\displaystyle 0\times 1=0\times 2}
除以零得出
{\displaystyle {\frac {0}{0}}\times 1=2}
簡化，得出：
{\displaystyle 1=2\,}
以上謬論假設，某數除以0是容許的，並且{\displaystyle {\frac {0}{0}}=1}。
另一个简洁的证明
| 設{\displaystyle a=b}，則{\displaystyle a^{2}=ab}兩邊同時减去{\displaystyle b^{2}}，由平方差公式得{\displaystyle (a+b)(a-b)=b(a-b)}兩邊除以{\displaystyle (a-b)}，{\displaystyle a+b=b}故{\displaystyle a=0}。 |

通过上面的過程，证明了一切数字等于{\displaystyle 0}。此謬論是由於簡化的过程不正確，計算過程使用了「除以零」。
因為{\displaystyle (a-b)}是零，所以不能夠把左右兩邊的{\displaystyle (a-b)}刪去。

### 虛假的除法
在矩陣代數或線性代數中，可定義一種虛假的除法，設{\displaystyle {\frac {a}{b}}=ab^{+}}，當中{\displaystyle b^{+}}代表{\displaystyle b}的虛構倒數。這樣，若{\displaystyle b^{-}}存在，則{\displaystyle b^{+}=b^{-}}。若{\displaystyle b=0}，則{\displaystyle 0^{+}=0}；參見广义逆。

## 數學分析

函數的圖像。當x趨向0，左極限和右極限分別趨向負無限及正無限。

### 扩展的实数轴
表面看來，可以藉着考慮隨着{\displaystyle b}趨向{\displaystyle 0}的{\displaystyle {\frac {a}{b}}}來定義「除以零」。
對於任何正數{\displaystyle a}，右極限是
{\displaystyle \lim _{b\to 0^{+}}{a \over b}={+}\infty }
另一方面，左極限是
{\displaystyle \lim _{b\to 0^{-}}{a \over b}={-}\infty }
由於左極限及右極限不相同，因此函數在{\displaystyle x=0}的極限不存在，該點沒有定義。同樣地，若{\displaystyle a}是負數，極限也不存在。
如果分子及分母均為零或趨向零，則可使用洛必達法則計算。

### 不定型極限
不定型（Indeterminate Form）的極限可透過四则运算或洛必達法則計算。
考慮函數{\displaystyle f(x)={\frac {x^{2}-9}{x-3}}}
如果直接代入{\displaystyle x=3}，會得到零除以零，這是沒有意義的。
{\displaystyle f(3)={\frac {3^{2}-9}{3-3}}={\frac {0}{0}}}
但透過約簡分子及分母，該點的極限是可以計算的。
{\displaystyle \lim _{x\to 3}{\frac {x^{2}-9}{x-3}}=\lim _{x\to 3}{\frac {(x+3)(x-3)}{x-3}}=\lim _{x\to 3}x+3=6}
此外，函數的極限可透過洛必達法則計算。
{\displaystyle \lim _{x\to c}{\frac {f(x)}{g(x)}}=\lim _{x\to c}{\frac {f'(x)}{g'(x)}}}
若隨着{\displaystyle x}趨向{\displaystyle 0}，{\displaystyle f(x)}與{\displaystyle g(x)}均趨向{\displaystyle 0}，該極限可等於任何實數或無限，或者根本不存在，視乎{\displaystyle f}及{\displaystyle g}是何函數。

### 形式推算
運用形式推算，正號、負號或沒有正負號因情況而定，除以零定義為：
{\displaystyle \lim \limits _{x\to 0}{{\frac {1}{x}}={\frac {\lim \limits _{x\to 0}{1}}{\lim \limits _{x\to 0}{x}}}}=\infty .}

### 黎曼球
集合{\displaystyle \mathbb {C} \cup \{\infty \}}為黎曼球（Riemann sphere），在複分析中相當重要。

## 计算机科学
| 程式語言   | 整数                                                            | 浮点数                                                        |
| ---------- | --------------------------------------------------------------- | ------------------------------------------------------------- |
| C语言      | 未定义行为，早期计算机可能崩潰；如果0是常量，可能导致编译警告。 | 无穷大或NaN                                                   |
| Java       | 抛出ArithmeticException异常                                     | 无穷大或NaN                                                   |
| JavaScript | 不适用，JavaScript无整数类型                                    | 无穷大或NaN                                                   |
| Python     | 抛出ZeroDivisionError异常                                       | 抛出ZeroDivisionError异常；但是部分Python包提供的运算函数除外 |

在计算机中，除以零的结果根据编程语言、软硬件环境、数据类型、数值而不同。部分语言中，无论是整数还是浮点数，除以0均会产生异常，而在另一部分语言中，整数除以零会产生异常或未定义行为，而浮点数除以零的结果如下：
- 零与NaN除以零：NaN（注：NaN不等于NaN）
- 零与NaN以外的数除以符号相同的0（如1除以0）：正无穷大
- 零与NaN以外的数除以符号不同的0（如1除以-0、-1除以0）：负无穷大

## 延伸閱讀
- Jakub Czajko (July 2004) "On Cantorian spacetime over number systems with division by zero", Chaos, Solitons and Fractals, volume 21, number 2, pages 261–271.

- Ben Goldacre. . 2006-12-07  [2008-04-23]. （原始内容存档于2008-05-27）.